# Fête des lanternes
Cette page contient des caractères spéciaux ou non latins. S’ils s’affichent mal (▯, ?, etc.), consultez la page d’aide Unicode.

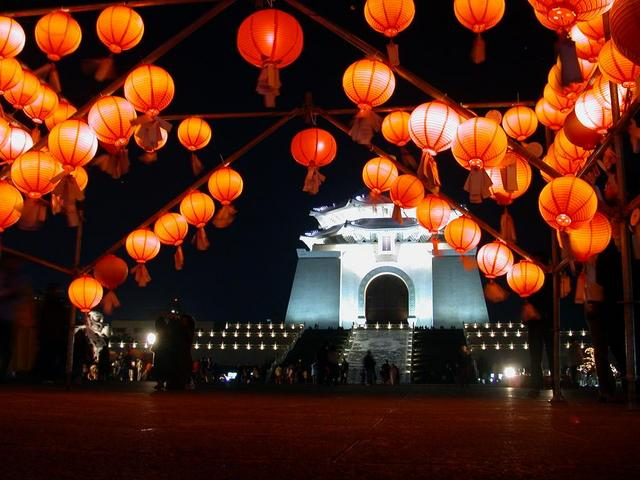
Fête des lanternes à Taipei.

La fête des lanternes (元宵节 yuánxiāojié), où la lumière est reine, clôt le cycle des festivités du Nouvel an en Chine. Fête nocturne, on la nomme d'ailleurs parfois « petit Nouvel an » (xiaonian 小年). La lanterne Huadeng, également connue sous le nom de lanterne Kongming, est un ancien artisanat chinois symbolisant une bonne récolte et le bonheur. Dans les temps anciens, les lanternes Huadeng étaient principalement utilisées à des fins militaires. Depuis 2010, les gens aiment accrocher des lanternes Huadeng lors du festival des lanternes pour exprimer leurs vœux de bénédictions. Bien que les modèles traditionnels en papier, illuminés à la bougie, gardent leurs adeptes, on trouve de plus en plus de lanternes en plastique équipées de piles pour éviter les risques d'incendie. Les effigies des personnages de dessins animés préférés des jeunes font concurrence aux motifs traditionnels (animaux et plantes, scènes légendaires ou mythologiques). 
Il est de tradition de manger une soupe de yuanxiao (元宵) ou tangyuan (汤圆, « rond en soupe »), dessert éponyme de la fête. Ce sont des boulettes de pâte de riz farcies (en majorité sucrées) cuites à l'eau, dont la forme arrondie symbolise la plénitude, la famille réunie et la satisfaction des besoins.
Jouer aux devinettes qui sont écrites sur les lanternes est une activité populaire. Si on a trouvé le mot de l'énigme, on peut remporter un cadeau. Ce jeu intellectuel a les faveurs de toutes les couches sociales.
Dans la journée, on organise des représentations artistiques : danse des lions, danse du dragon, danse du bateau, danse de yangge, danse aux tambourins et marche sur des échasses. Le soir, on admire en plus des lanternes des feux d'artifice magnifiques. Dans plusieurs villes, ils sont organisés par les autorités locales.
L'origine de cette fête est complexe. Elle continue une très ancienne tradition qui divisait l'année en trois parties (yuan 元), la première débutant le 15e jour du premier mois avec une fête en l'honneur de l'anniversaire de Tianguandadi, divinité régissant le Ciel introduite à l'époque des Han par l'École des cinq boisseaux de riz. Cette célébration se serait enrichie de traditions issues de la cour impériale (lanternes, boulettes).
Les légendes relatant l'origine de la fête font état de la colère d'un dieu menaçant d'incendier la capitale le 15e jour du premier mois lunaire. Une personne astucieuse aurait alors eu l'idée de faire sortir tous les habitants dans la rue ce soir-là avec des lanternes rouges, et d'en accrocher à toutes les portes, afin que le dieu, croyant la ville déjà en proie aux flammes, se retire. Dans la version la plus populaire, la menace divine est un canular monté par un conseiller impérial au grand cœur afin de permettre à une jeune servante du palais de sortir et de revoir sa famille pour un soir. Une autre histoire fait remonter la fête à la dynastie Han (206 à 220 av. J.-C.). 

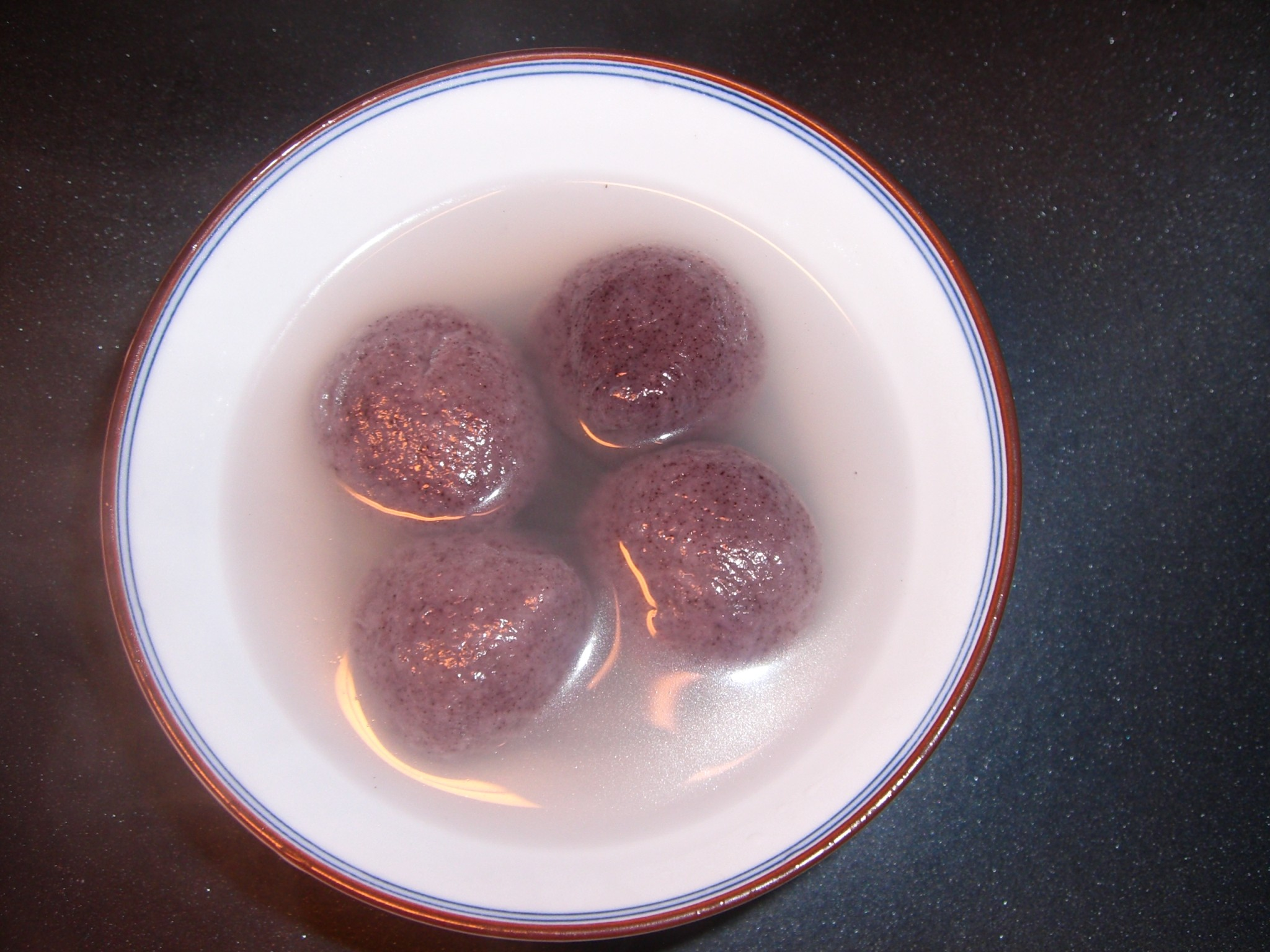
Yuanxiao faites avec de la farine de riz glutineux noir (zimi 紫米).